# Champagney (Haute-Saône)
Champagney település Franciaországban, Haute-Saône megyében. Lakosainak száma 3674 fő (2022. január 1.). Champagney Plancher-Bas, Échavanne, Étobon, Chenebier, Clairegoutte, Frahier-et-Chatebier, Magny-Danigon és Ronchamp községekkel határos.

## Népesség
A település népességének változása:
| Lakosok száma | 3799 | 3811 | 3891 | 3788 | 3766 | 3745 | 3717 | 3700 | 3674 |
|               | 2013 | 2015 | 2016 | 2017 | 2018 | 2019 | 2020 | 2021 | 2022 |